# Tetrastemma appendiculatum
Tetrastemma appendiculatum är en djurart som tillhör fylumet slemmaskar, och som beskrevs av Chernyshev 1998. Tetrastemma appendiculatum ingår i släktet Tetrastemma och familjen Tetrastemmatidae. Inga underarter finns listade i Catalogue of Life.